# Psychotria rutila
Psychotria rutila är en måreväxtart som beskrevs av William Grant Craib. Psychotria rutila ingår i släktet Psychotria och familjen måreväxter. Inga underarter finns listade i Catalogue of Life.